# 西端さおり
西端 さおり（にしはた さおり、1984年6月5日 - ）は、日本の元タレント。旧芸名は西端 沙織 (読み同じ)。タレント活動当時の所属事務所はホリプロ。
埼玉県川越市出身。HiPメンバー (3期生)。堀越高等学校卒業。

## 来歴・人物
1999年に第24回ホリプロタレントスカウトキャラバンでグランプリ受賞後、デビュー。2005年引退。
デビュー直後、マスコミのインタビューで「(事務所の先輩である) 和田アキ子さんを超えたいですか？」と質問され「将来的にそこ (そのレベル) まで行けたらいいです。」と答えたところ、まだ和田と面識はないにもかかわらず「和田アキ子を超えると発言」と報道され、初対面時に怯えていたが、逆に「そのくらいの根性がなきゃダメだ」と褒められた、という逸話がある。

## 出演

### テレビドラマ
- 14ヶ月〜妻が子供に還っていく〜 （2003年、日本テレビ系）
- 霊感バスガイド事件簿 （2004年、テレビ朝日系） - 安部朝子 役

### バラエティ
- サタッぱち 古舘の日本上陸（テレビ朝日）
- さまぁ〜ずげりらっパ （2002年4月 - 2005年3月、メ～テレ）
- お厚いのがお好き? （2003年、フジテレビ）
- おはスタ - おはガール

### ラジオ
- 西端さおりのGO WEST! RADIO （2000年 - 2002年、ニッポン放送）
- 西端さおり WEST SIDE STORY （2000年 - 2004年、NACK5）THE SHOOTING HITS内

## 音楽
- 全てのシングル・アルバムはポニーキャニオンからリリースされた。

### シングル
| # | 発売日          | 曲順 | タイトル                         | 作詞       | 作曲       | 編曲       | 規格品番   |
| - | --------------- | ---- | -------------------------------- | ---------- | ---------- | ---------- | ---------- |
| 1 | 2000年 10月18日 | 01   | Try To Wish 〜キミに必要なもの〜 | 高柳恋     | 植松伸夫   | 井上日徳   | PCCA-01474 |
| 1 | 2000年 10月18日 | 02   | Make a Way Please                | 山田ひろし | MIZUKI     | 井上日徳   | PCCA-01474 |
| 2 | 2001年 1月17日  | 01   | no pain no gain                  | 久世まりあ | 谷本新     | 井上日徳   | PCCA-01494 |
| 2 | 2001年 1月17日  | 02   | ここだけの話                     | 久世まりあ | 山口美央子 | 井上日徳   | PCCA-01494 |
| 3 | 2001年 5月16日  | 01   | Hearts                           | 久世まりあ | 馬飼野康二 | 馬飼野康二 | PCCA-01523 |
| 3 | 2001年 5月16日  | 02   | そうだ髪を切ってみよう           | 久世まりあ | 谷本新     | 井上日徳   | PCCA-01523 |

### タイアップ曲
| 年     | 楽曲                            | タイアップ                                             |
| ------ | ------------------------------- | ------------------------------------------------------ |
| 2000年 | Try To Wish〜キミに必要なもの〜 | アニメ映画「ああっ女神さまっ」主題歌                   |
| 2001年 | no pain no gain                 | 日本テレビ系「ロンブー龍」EDテーマ                     |
| 2001年 | Hearts                          | テレビ東京系テレビアニメ「スターオーシャンEX」EDテーマ |

### ビデオ・DVD
1. Cotton （2000年11月、ポニーキャニオン）
2. dooloo （2001年6月、ポニーキャニオン）